# Broadchurch
Broadchurch é uma série de televisão britânica criado por Chris Chinball e transmitido pela ITV de 4 de março de 2013 a 17 de abril de 2017. No Brasil, a série é transmitida pelo canal +Globosat.
A primeira temporada aborda o drama vivido por uma família que mora na pequena cidade de Broadchurch, cujo filho mais novo é encontrado morto. A investigação comandada por Alec Hardy (David Tennant) e Ellie Miller (Olivia Colman) revela cada vez mais segredos dos aparentemente inofensivos habitantes da cidade. A segunda temporada foi confirmada imediatamente após os créditos do último capítulo da primeira temporada. As filmagens da segunda temporada começaram no final de Maio de 2014, sendo concluída em 12 de outubro de 2014 e estreando em 5 de Janeiro de 2015. A terceira temporada foi confirmada em 23 de Fevereiro de 2015, imediatamente após o final da segunda temporada. Foi confirmado que ambos Tennant e Colman irão retornar. Em outubro de 2015, Colman confirmou que a terceira temporada iria começar a ser gravada no verão.

## Elenco

### Os agentes da polícia
- Inspetor detetive Alec Hardy (David Tennant)
- Detetive sargento Ellie Miller (Olivia Colman)
- Diretor superintendente Elaine Jenkinson (Tracey Childs)

### Família Latimer
- Beth Latimer (Jodie Whittaker)
- Mark Latimer (Andrew Buchan)
- Chloe Latimer (Charlotte Beaumont)
- Daniel "Danny" Latimer (Oskar McNamara)
- Liz Roper (Susan Brown)

### Família Miller
- Joe Miller (Matthew Gravelle)
- Tom Miller (Adam Wilson)
- Fred Miller (Benji Yapp)

### Jornalistas
- Maggie Radcliffe (Carolyn Pickles)
- Oliver "Olly" Stevens (Jonathan Bailey)
- Karen White (Vicky McClure)
- Len Danvers (Simon Rouse)

### Personagens populares
- The Reverend Paul Coates (Arthur Darvill)
- Susan Wright (Pauline Quirke)
- Steve Connolly (Will Mellor)
- Jack Gerald Marshall (David Bradley)
- Nigel "Nige" Carter (Joe Sims)
- Becca Fisher (Simone McAullay)
- Dean Thomas (Jacob Anderson)
- Lucy Stevens (Tanya Franks)

## Episódios

### Primeira temporada
| Nº   | Título      | Exibição original   |
| ---- | ----------- | ------------------- |
| 1x01 | "Episode 1" | 4 de março de 2013  |
| 1x02 | "Episode 2" | 11 de março de 2013 |
| 1x03 | "Episode 3" | 18 de março de 2013 |
| 1x04 | "Episode 4" | 25 de março de 2013 |
| 1x05 | "Episode 5" | 1 de abril de 2013  |
| 1x06 | "Episode 6" | 8 de abril de 2013  |
| 1x07 | "Episode 7" | 15 de abril de 2013 |
| 1x08 | "Episode 8" | 22 de abril de 2013 |

### Segunda temporada
O episódio final da série 1 terminou com a leitura de legenda "Broadchurch Will Return" indicando que a série 2 do programa estava em desenvolvimento. ITV confirmou que a série foi encomendada para uma nova série para começar a produção em 2014.